# Laurentophryne parkeri
Laurentophryne parkeri é uma espécie de sapo da família Bufonidae. É a única espécie do gênero Laurentophryne e é endêmica na região do Kivu, na República Democrática do Congo. Seu habitat natural são as florestas úmidas de montanha  em áreas tropicais ou subtropicais.